# O operație simplă
„O operație simplă” (în engleză Hills Like White Elephants) este o povestire din 1927 a scriitorului american Ernest Hemingway.